# Yasumasa Kanada
Yasumasa Kanada (金田 康正?, Kanada Yasumasa; Tatsuno, 1949 – 11 febbraio 2020) è stato un matematico e informatico giapponese.
Professore di scienze informatiche al Department of Information Science dell'Università di Tokyo, deteneva molti record di calcolo delle cifre decimali di pi greco:
- nel 1997, assieme a Daisuke Takahashi, calcolò 51.539.600.000 cifre, usando un supercomputer Hitachi SR2201, con 1024 processori e memoria di 212 GB[1];
- nel 2002, con Ushiro e Kuroda, stabilì il nuovo record mondiale con 1.241,1 miliardi di cifre decimali. Il calcolo durò 600 ore (25 giorni) con un supercomputer HITACHI SR8000/MPP da 64 nodi. Un team di dieci persone era stato impegnato quattro anni per preparare il record.[2]